# Aspudden (Stockholms tunnelbana)
Aspudden ist eine unterirdische Station der Stockholmer U-Bahn. Sie befindet sich im gleichnamigen Stadtteil Aspudden. Die Station wird von der Röda linjen des Stockholmer U-Bahn-Systems bedient. Sie zählt zu den eher mäßig frequentierten Stationen des U-Bahn-Netzes. An einem normalen Werktag steigen hier 5.750 Pendler zu und um.
Die Station wurde am 5. April 1964 als 52. Station der Tunnelbana in Betrieb genommen, als der erste Abschnitt der Röda linjen zwischen T-Centralen und Örnsberg eingeweiht wurde. Die Bahnsteige befinden sich ca. 15 bis 20 Meter unter der Erde. Die Station liegt zwischen den Stationen Liljeholmen und Örnsberg. Bis zum Stockholmer Hauptbahnhof sind es etwa fünf Kilometer.